# Paradelphomyia flavescens
Paradelphomyia flavescens är en tvåvingeart som först beskrevs av Enrico Adelelmo Brunetti 1911.  Paradelphomyia flavescens ingår i släktet Paradelphomyia och familjen småharkrankar. Inga underarter finns listade i Catalogue of Life.